# Charles Rosen (scientifique)
Charles Rosen, né le 7 décembre 1917 et mort le 8 décembre 2002, est un pionnier de l'intelligence artificielle et fondateur de la division intelligence artificielle de l'entreprise SRI International. Il a dirigé le projet qui a conduit au développement de Shakey the Robot, depuis transféré au Computer History Museum, à Mountain View, en Californie.

## Enfance et éducation
Élevé à Montréal, Rosen étudie à Cooper Union et obtient son baccalauréat en génie électrique en 1940; il revient à Montréal pour étudier à l'université McGill, où il obtient son master d’ingénierie (en communications) en 1950.

## Carrière
Tout en travaillant au General Electric Research Laboratory, Rosen co-écrit en 1953 l'un des premiers manuels sur les circuits à transistors. En 1956, Rosen obtient un doctorat en génie électrique à l'université de Syracuse (avec une mineure en physique du solide).
En 1957, Rosen rejoint le Stanford Research Institute, où il réaliste la plus grande partie de ses travaux sur l'intelligence artificielle.
En 1959, Rosen cofonde Ridge Vineyards avec ses collègues de SRI Hewitt Crane et David Bennion. Sous leur direction, Ridge atteindra la cinquième place à la dégustation de vins du jugement de Paris.
En 1978, Rosen cofonde Machine Intelligence Corporation (MIC) avec des collègues du SRI et d'ailleurs. Il en a été le premier PDG. MIC a développé le premier système de vision industrielle disponible dans le commerce, le VS-100, dans son garage. MIC a ensuite créé Symantec Corporation en 1982.